# Aeschnophlebia maolanensis
Aeschnophlebia maolanensis – gatunek ważki z rodziny żagnicowatych (Aeshnidae). Występuje w południowych Chinach; stwierdzono go w prowincji Kuejczou oraz w Chongqing.